# Tomáš Bábek

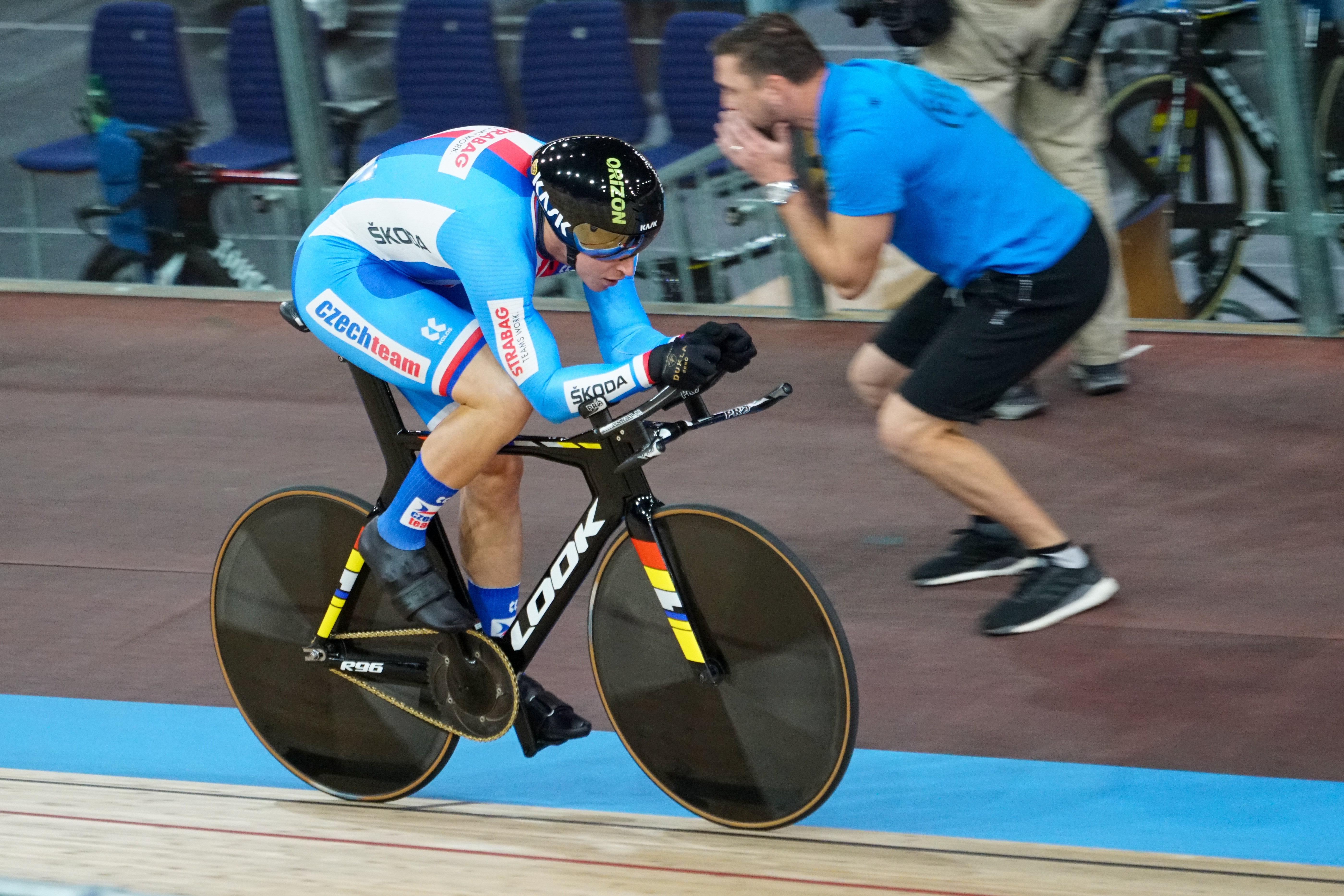
Bábek im Zeitfahren bei der Bahn-WM 2020

Tomáš Bábek (* 4. Juni 1987 in Brno) ist ein ehemaliger tschechischer Radsportler, der in den Kurzzeitdisziplinen auf der Bahn aktiv war.

## Sportliche Laufbahn
Tomáš Bábek wurde in Brno geboren, einer Stadt mit langer Tradition im Bahnradsport, in der sich die Radrennbahn befindet, auf der 1981 die Bahn-Weltmeisterschaften ausgetragen wurden. 2008 wurde er U23-Europameister im 1000-Meter-Zeitfahren. Anschließend startete er bei den Olympischen Sommerspielen in Peking und belegte im Teamsprint gemeinsam mit Denis Špička und Adam Ptáčník Rang elf.
Im April 2011 erlitt Bábek bei einem Autounfall schwere Verletzungen, unter anderem wurde seine Lunge schwer verletzt; er lag danach drei Tage im Koma, die Ärzte gaben ihm keine große Chance. Dennoch wachte er auf, und nach weiteren Krankenhausaufenthalten und Operationen und Training gelang ihm innerhalb eines Jahres ein Comeback im Radsport.
2016 wurde Bábek Europameister im Keirin, wenige Wochen später gewann er die Keirin-Wettbewerbe bei den Läufen des Bahnrad-Weltcups in Glasgow und in Apeldoorn. Im April 2017 errang er bei den Bahnweltmeisterschaften in Hongkong die Bronzemedaille im Keirin sowie gemeinsam mit Quentin Lafargue Silber im Zeitfahren, da beide Fahrer zeitgleich ins Ziel gekommen waren.
Im Februar 2023 gab Tomáš Bábek bekannt, dass er seine Leistungsradsport beendet habe.

## Erfolge
2007
- Tschechischer Meister – 1000-Meter-Zeitfahren

2008
- Europameisterschaft (U23) – 1000-Meter-Zeitfahren
- Tschechischer Meister – 1000-Meter-Zeitfahren, Teamsprint (mit Denis Špička und Adam Ptáčník)

2014
- Tschechischer Meister – Keirin

2016
- Bahnrad-Weltcup in Glasgow – Keirin
- Bahnrad-Weltcup in Apeldoorn – Keirin
- Europameister – Keirin
- Europameisterschaft – 1000-Meter-Zeitfahren
- Tschechischer Meister – Sprint, Keirin

2017
- Weltmeisterschaft – 1000-Meter-Zeitfahren
- Weltmeisterschaft – Keirin
- Bahnrad-Weltcup 2016/17 – Gesamtwertung Keirin

2019
- Tschechischer Meister – 1000-Meter-Zeitfahren
- Europaspielesieger – 1000-Meter-Zeitfahren

2020
- Tschechischer Meister – Sprint, 1000-Meter-Zeitfahren
- Europameister – 1000-Meter-Zeitfahren
- Europameisterschaft – Teamsprint (mit Dominik Topinka und  Martin Čechman)

2021
- Tschechischer Meister – Sprint, 1000-Meter-Zeitfahren, Teamsprint (mit Dominik Topinka und Martin Čechman)

## Ehrungen
Er wurde 2017 Gewinner der jährlichen Umfrage zum Král cyklistiky (Radsportkönig) des Radsportverbandes Československý svaz cyklistiky.